# 히키다 타카시
히키다 타카시(일본어: 疋田高志, 11월 6일 ~ )는 일본의 성우이다.

## 출연 작품

### TV 애니메이션
2005년
- 플레이볼(야마모토)

2008년
- 이나즈마 일레븐(데자무)